# Максименко, Александр Евгеньевич
Александр Евгеньевич Максименко (род. 16 ноября 1964 года, Николаев) — украинский и российский художник, член-корреспондент Российской академии художеств (2018). Заслуженный художник Автономной Республики Крым (2012).

## Биография
Родился 16 ноября 1964 года в Николаеве, живёт и работает в Крыму.
Выпускник живописно-педагогического отделения Крымского художественного училища имени Н. С. Самокиша.
В 1991 году — окончил Харьковский художественно-промышленный институт, специальность «Монументально-декоративное искусство».
В 2011 году — защитил кандидатскую диссертацию, тема: «Моделирование динамических свойств круглой скульптуры в архитектурно-природной среде».
С 1993 года — член Национального Союза художников Украины.
В 2013 году — избран членом-корреспондентом Межрегиональной общественной организации «Крымская академия наук».
С 2014 года — член Союза художников России.
С 2015 года — действительный член Международного Союза художников-педагогов.
С 2017 года — действительный член Международной ассоциации ботанической живописи.
В 2018 году — избран членом-корреспондентом Российской академии художеств от Отделения живописи.
Доцент кафедры геометрического и компьютерного моделирования энергоэффективных здании, Академии строительства и архитектуры, (структурное подразделение) Крымского федерального университета имени В. И. Вернадского.
С 2010 года — член правления, заместитель председателя Крымского отделения Союза художников России по работе с молодежью.

## Творческая деятельность
Основные произведения: «Джангуль. Западный Крым» (холст, масло, 100х90 см, 2020), «Крым. Бахчисарай. Староселье.» (холст, масло, 90х80 см, 2013), «Никитский ботанический сад» (холст, масло, 60х40 см, 2019), «Тарханкут. Ветер.» (к. м., 120х50 см, 2012), «Ночной натюрморт с розами» (холст, масло, 70х60 см, 2012), «Тарханкут. Солнечный ветер.» (к. м., 90х61 см, 2012), «Чайные розы» (холст, масло, 60х50 см, 2015), «Раннее утро на Беляусе» (холст, масло, 70х60 см, 2012), «Пробуждение» (мрамор, 90х70х60 см, 2002), «Материнство» (бумага, сепия, 86х61 см, 2002).
Персональные выставки проходили в Крыму и Киеве (1998—2014), Амстердаме (Голландия, 1996), Кракове (Польша, 2011), Москве (Россия, 2014) и других городах. Постоянная экспозиция творческих работ живописи, графики и скульптуры в выставочных залах художественной галереи Никитского ботанического сада — национального научного центра РАН «Киммерия» (Крым, с 2014 года).
Работы находятся в частных коллекциях в России, Украине и многих других странах.

## Награды
- Заслуженный художник Автономной Республики Крым (2012)